# الجدول الزمني لحوادث العنف في مبنى الكابيتول بالولايات المتحدة

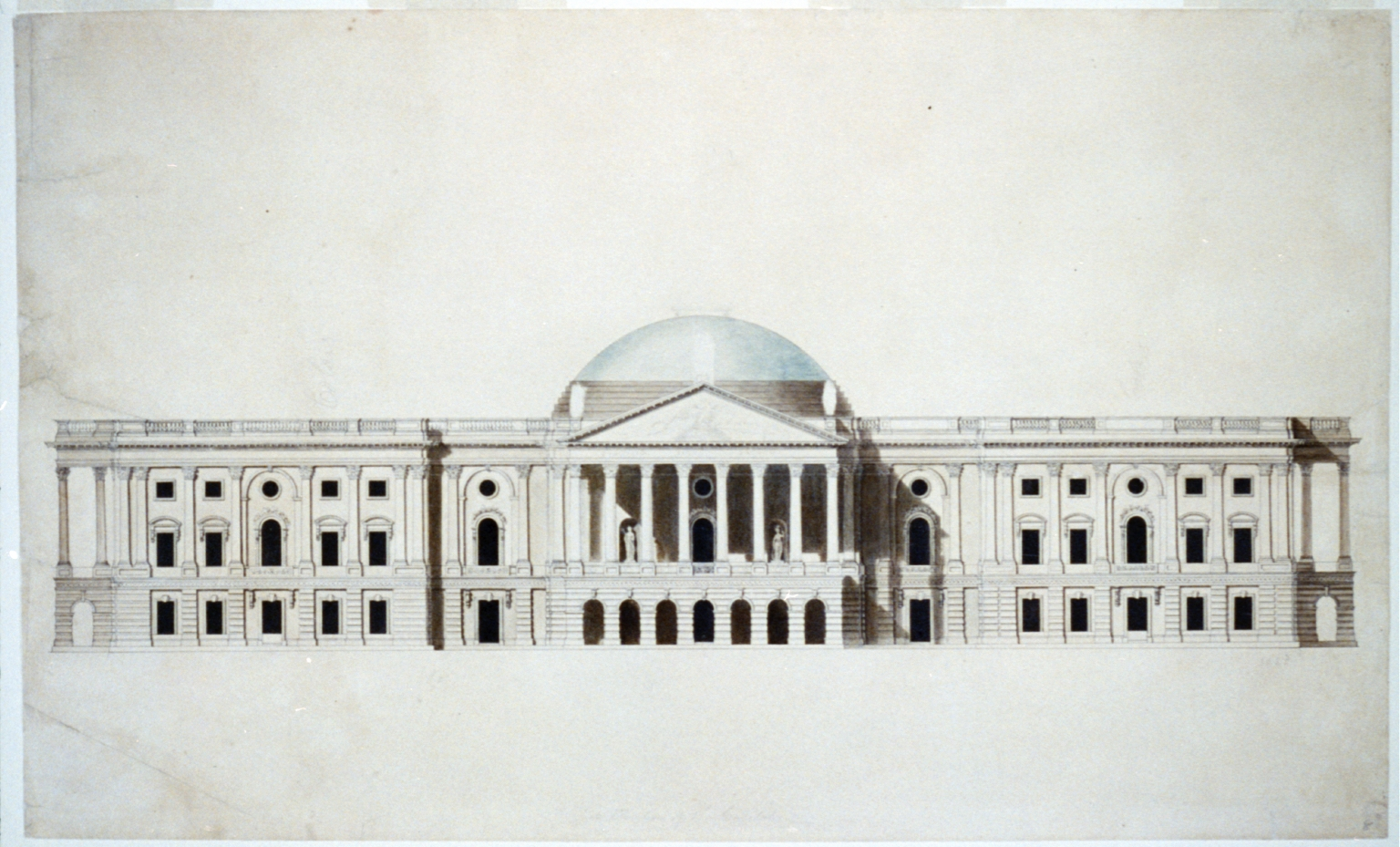
تصميم مبنى الكابيتول الأمريكي الأصلي عام 1793 بواسطة ويليام ثورنتون

أصبح مبنى الكونغرس الأمريكي في واشنطن العاصمة مكان انعقاد الكونغرس الأمريكي عند اكتمال المبنى لأول مرة في عام 1800. ومنذ ذلك الوقت، وقعت العديد من الحوادث العنيفة والخطيرة، بما في ذلك إطلاق النار، والمشاجرات، والتفجيرات، والتسمم، وأعمال شغب كبرى.
كانت الحادثة الأولى البارزة عبارة عن فعل حرب. خلال حرب 1812، تم حرق المبنى وإلحاق أضرار جسيمة به من قبل القوات العسكرية البريطانية في عام 1814، ثم أعيد بناؤه. كانت حوادث أخرى مدفوعة بالجنون، والعنصرية، والتعصب، والتطرف، والضغائن الشخصية، وأثرت على مبنى الكابيتول نفسه وأحيانًا على أجزاء أخرى من مجمع الكابيتول الأمريكي. يتضمن هذ الجدول الزمني أيضًا حوادث تم فيها التهديد بالعنف في الكابيتول فقط، ولكنها كانت كافية لتعطيل الإجراءات العادية فيه.

## القرن التاسع عشر

### 24 أغسطس 1814

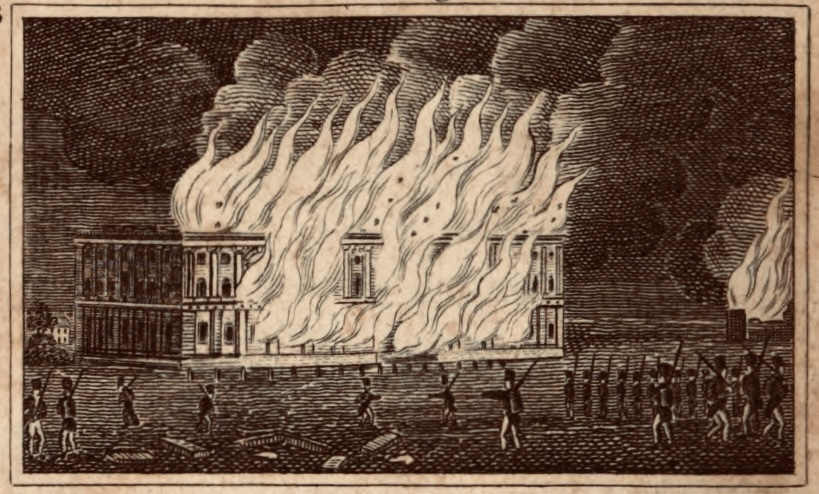
نقش جون وارنر باربر يظهر حرق مبنى الكابيتول، نُشر عام 1827

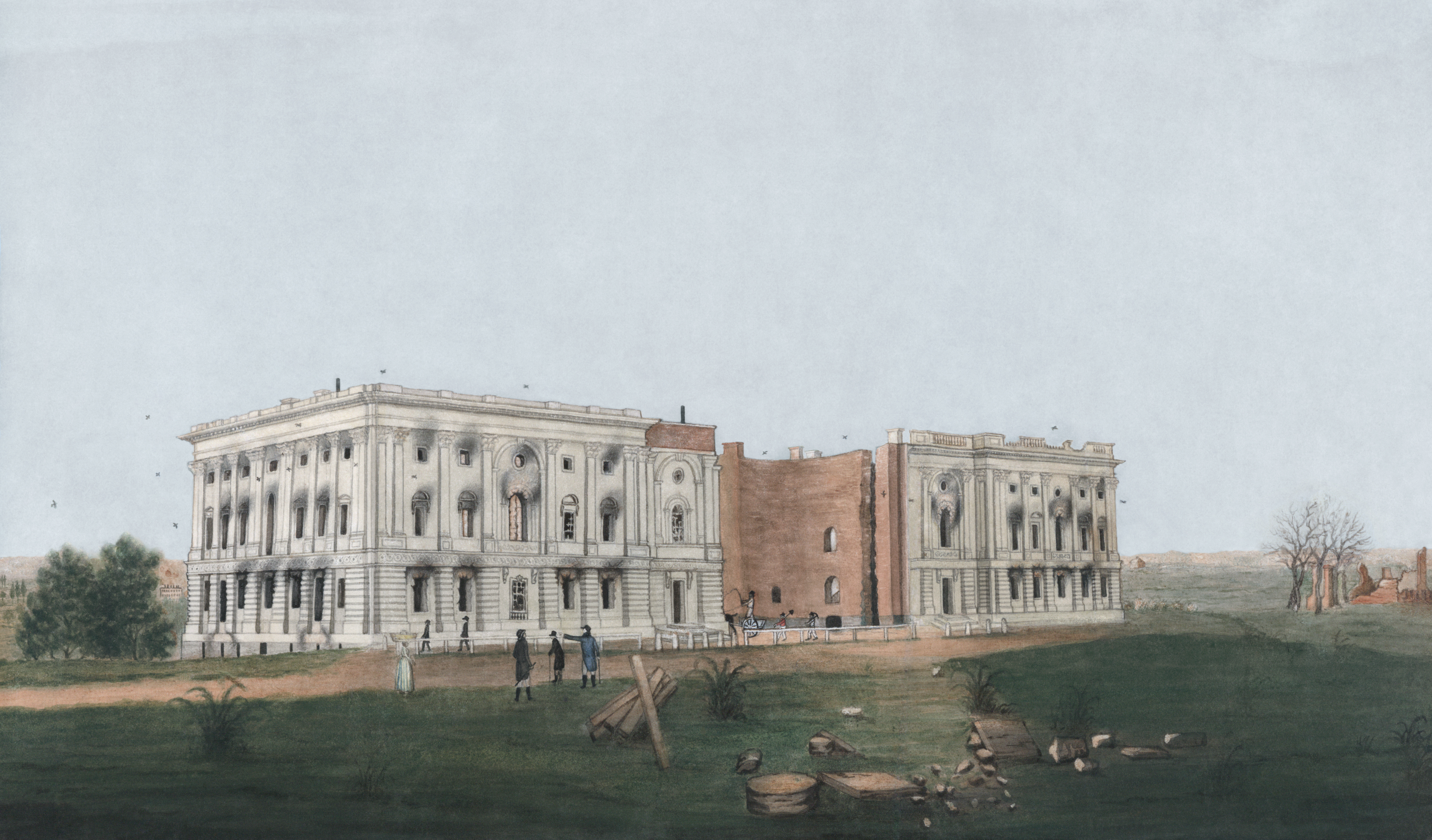
مبنى الكابيتول بعد الحريق

خلال حرب 1812، سيطرت القوات البريطانية لفترة وجيزة على واشنطن في 24 أغسطس 1814. وأشعلت النيران في جميع أنحاء مبنى الكابيتول، وأحرقت أيضًا البيت الأبيض، ومقر وزارة الحرب الأمريكية ووزارة الخزانة الأمريكية. داخل مبنى الكابيتول، أقام الجنود البريطانيون حرائق في قاعة مجلس النواب الأمريكي ومكاتب الكتبة. كما أشعلوا النيران في قاعة المحكمة العليا الأمريكية ومكتبة الكونغرس، وكلاهما كان يقع في مبنى الكابيتول في ذلك الوقت. كان للمبنى أرضيات خشبية وجدران داخلية ساعدت في انتشار النيران. وبعد أقل من 24 ساعة، أخمدت عاصفة مطرية شديدة الحرائق. على الرغم من أن مبنى الكابيتول كان قد دُمِّر من الداخل، إلا أن الجدران الحجرية الخارجية نجت، وأعيد بناء المبنى وتحسينه. استغرق الأمر خمس سنوات حتى يعقد الكونغرس جلساته مرة أخرى في مبنى الكابيتول. كان الهجوم، على الأقل جزئيًا، انتقامًا لهجمات أمريكية في كندا، مثل معركة يورك، التي بدأت في 27 أبريل 1813، وشملت حرق مبانٍ حكومية استعمارية بريطانية. وشملت الهجمات الأمريكية الأخرى غارة على بورت دوفر من 14 مايو إلى 16 مايو 1814؛ والتي شملت حرق المنازل، ومطاحن الدقيق، ومناشر الأخشاب، ومصانع التقطير، والحظائر. تم التخطيط لإعادة بناء مبنى الكابيتول والإشراف عليها من قبل بنجامين هنري لاتروب، الذي كان مهندس الكابيتول الثاني.

### أبريل 1828
في حفل استقبال في البيت الأبيض خلال رئاسة جون كوينسي آدامز، ادعى راسل جارفيس، مراسل صحيفة واشنطن ديلي تلغراف المناهضة لآدامز، وهي صحيفة جاكسونيونية، أن الرئيس آدامز أهان السيدة جارفيس علنًا، على الرغم من أن آدامز كان ينتقد جارفيس نفسه. وبما أن الرئيس كان يعتبر محصنًا من تحديات المبارزة، حاول جارفيس بدء مبارزة مع جون آدامز الثاني، ابن الرئيس وسكرتيره الشخصي، الذي كان حاضرًا في الحفل. أدت جهود جارفيس لاستفزاز مبارزة مع آدامز الأصغر إلى مشاجرة علنية في روتوندا الكابيتول. ضرب جارفيس آدامز في الوجه وجذبه من شعره وأمسك بأنفه. رفض آدامز، الذي كان يعارض المبارزة، الرد بعنف. قررت لجنة تحقيق في مجلس النواب الأمريكي أن جارفيس هو من بدأ الهجوم، لكنها لم تتخذ أي إجراء آخر ضده. تم استجواب آدامز من قبل موظف معاد في مجلس النواب وانتقده الكثير من الصحافة الشعبية باعتباره جبانًا. أدت الحادثة إلى تأسيس شرطة الكابيتول الأمريكية ردًا على رسالة من الرئيس آدامز "تطلب من الكونغرس توفير أموال لتأمين الطريق بين مكتب الرئيس والكونغرس حتى يمكن منع وقوع حوادث مستقبلية." تم إنشاء قوة الشرطة بموجب قانون صدر في 2 مايو 1828.

### 30 يناير 1835

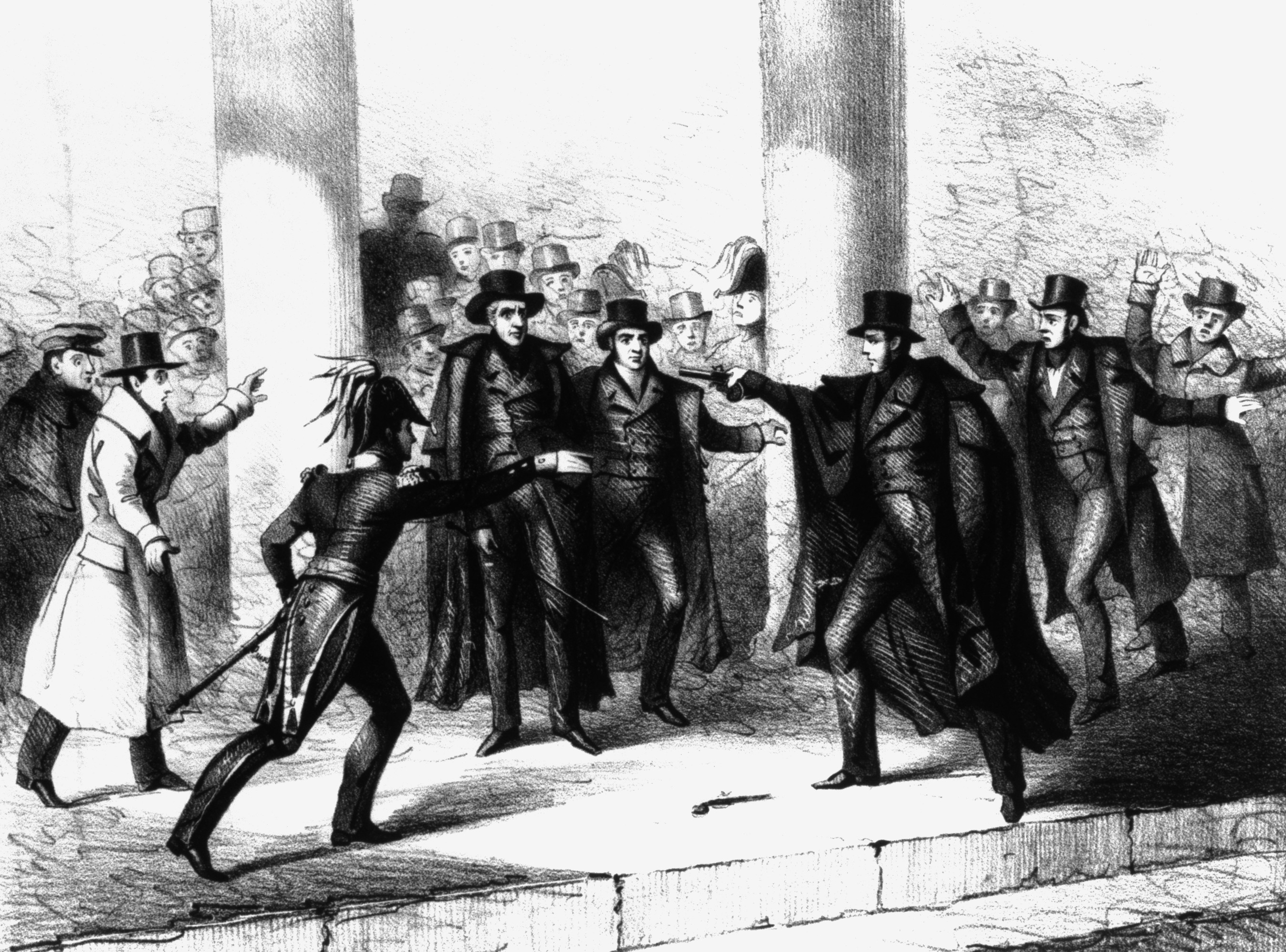
محاولة اغتيال أندرو جاكسون

ريتشارد لورانس كان مهاجرًا بريطانيًا يعمل كرسام منازل في واشنطن وحولها. في أوائل ثلاثينيات القرن التاسع عشر، تدهورت صحته العقلية بشكل حاد. أصبح مقتنعًا بأنه الملك ريتشارد الثالث ملك إنجلترا، وأن الحكومة الأمريكية تدين له بمبلغ كبير من المال، وأن الرئيس أندرو جاكسون كان يحجب أمواله ويمنعه من العودة إلى إنجلترا.
بدأ لورانس مراقبة تحركات جاكسون. علم أن جاكسون كان يخطط لحضور جنازة عضو الكونغرس وارن ر. ديفيس في مبنى الكابيتول في 30 يناير 1835. وضع لورانس نفسه في مكان خارج باب مبنى الكابيتول الذي كان يعلم أن جاكسون سيخرج منه. عندما رأى جاكسون، حاول إطلاق النار عليه مرتين باستخدام مسدس ديرينجر، لكن سلاحه تعطل. قاتل جاكسون بعصا، وأعضاء الحشد المرافق لجاكسون، بما في ذلك ديفي كروكيت، الذي كان أيضًا عضوًا في الكونغرس، صرعوا لورانس على الأرض، وتم القبض عليه. كان جاكسون مقتنعًا أن لورانس كان أداة بيد خصومه في حرب البنك السياسية حول مستقبل البنك الثاني للولايات المتحدة. كانت هذه أول محاولة اغتيال ضد رئيس أمريكي. بعد محاكمة قصيرة شملت شهادة حول حالته العقلية، تمت تبرئة لورانس بسبب الجنون وقضى بقية حياته في مصحات عقلية.

### 17 أبريل 1850
في أوائل عام 1850، كان مجلس الشيوخ منخرطًا في مناقشات مريرة حول مستقبل الأراضي الغربية التي تم الحصول عليها نتيجة انتصار الولايات المتحدة في الحرب المكسيكية الأمريكية. وشملت القضايا حدود تكساس، وقبول ولاية كاليفورنيا في الاتحاد، وأي الأراضي ستسمح بالعبودية. كان هنري إس. فوت عضوًا في مجلس الشيوخ مؤيدًا للعبودية، وكان توماس هارت بينتون، أطول أعضاء مجلس الشيوخ خدمة، قد دعم العبودية سابقًا لكنه تراجع لاحقًا عنها. كان الرجلان يكرهان بعضهما البعض وكانا يتبادلان الإهانات بشكل متكرر. خلال المناقشة في 17 أبريل 1850 حول التفاوض على تسوية، قدم فوت اقتراحًا بإحالة الأمر إلى لجنة خاصة من 13 عضوًا في مجلس الشيوخ. قدم بينتون تعديلًا يقوض اقتراح فوت، وقام نائب الرئيس ميلارد فيلمور، الذي كان يرأس الجلسة، بإقرار تعديل بينتون. اعترض عضو مجلس الشيوخ هنري كلاي بغضب على قرار فيلمور، قائلًا إنه تجاوز سلطته، وتبع ذلك مناقشة مريرة بين أعضاء مجلس الشيوخ، مع تبادل فوت وبينتون الإهانات. ترك بينتون، الذي كان أكبر حجمًا، مقعده وتقدم نحو فوت، الذي وقف وسحب مسدسًا وأداره. صرخ بينتون: "ليس لدي مسدسات! دعه يطلق النار! ابتعدوا عن الطريق ودعوا القاتل يطلق النار!" سمح فوت لعضو آخر في مجلس الشيوخ بأخذ مسدسه بينما طالب بينتون بتفتيشه لإثبات أنه غير مسلح. سرعان ما أجل مجلس الشيوخ الجلسة لهذا اليوم. تم إقرار تسوية عام 1850 أخيرًا في سبتمبر من ذلك العام.

### 22 مايو 1856

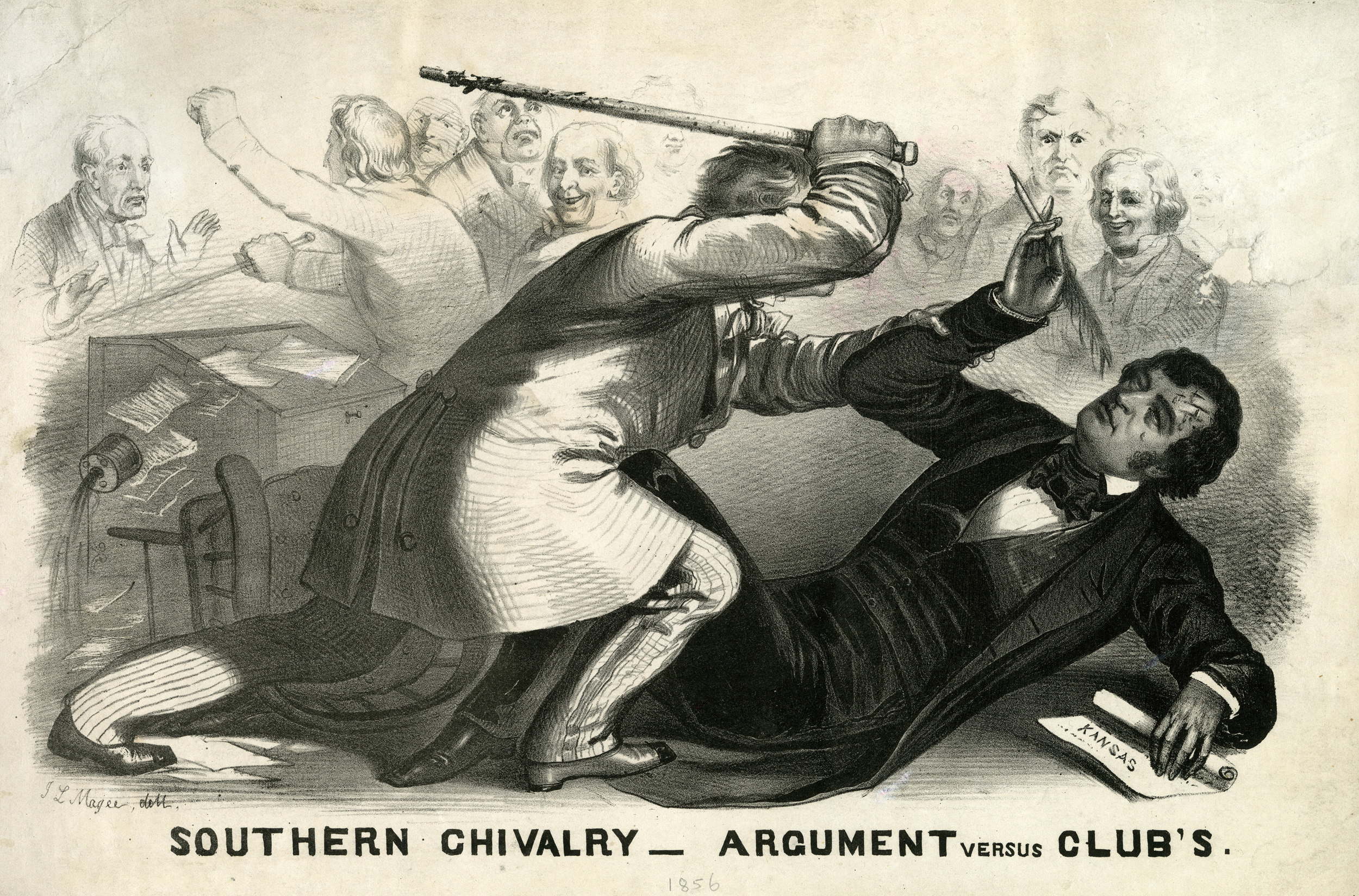
"فروسية الجنوب"، نقش حجري يصور ضرب تشارلز سومنر

وفقًا للمؤرخة جوان بي. فريمان، وقعت حوالي 70 حادثة عنف بين أعضاء الكونغرس بين عامي 1830 و1860، معظمها مرتبط بخلافات حول العبودية. كانت أشهر حادثة من هذا النوع في ذلك العصر هي التي وقعت في 22 مايو 1856. كان عضو مجلس الشيوخ المناهض للعبودية تشارلز سومنر قد ألقى خطابًا قويًا ضد العبودية بعنوان "الجريمة ضد كانساس" قبل يومين، وخلاله أهان عضو مجلس الشيوخ المؤيد للعبودية أندرو بتلر. كان سومنر جالسًا على مكتبه عندما اقترب منه عضو الكونغرس المؤيد للعبودية بريستون بروكس، وهو ابن عم بتلر. صرخ بروكس في وجه سومنر، وضربه على رأسه بعصا على الأقل عشر مرات، مما أدى إلى إصابته بجروح خطيرة ونزيف. وقف عضو الكونغرس المؤيد للعبودية لورانس إم. كيت بمسدس وعصاه لمنع أعضاء مجلس الشيوخ الآخرين من مساعدة سومنر. استغرق سومنر ثلاث سنوات للتعافي من إصاباته، وعانى من الألم والصدمة لبقية حياته. استقال بروكس وكيت لكنهما أعيد انتخابهما. تلقى سومنر تعاطفًا ودعمًا كبيرًا في الولايات الشمالية، بينما تم الإشادة ببروكس في الولايات الجنوبية، وساهمت الحادثة في الاستقطاب الإقليمي.

### 6 فبراير 1858
في مساء يوم 5 فبراير 1858 وحتى ساعات الصباح الباكر من يوم 6 فبراير، كان مجلس النواب يناقش دستور ليكومبتون، الذي كان الثاني من بين أربعة دساتير مقترحة لما أصبح لاحقًا ولاية كانساس الحرة بعد ثلاث سنوات. كان هذا الدستور مؤيدًا بشكل صريح للعبودية ويحتوي على عدة أحكام كانت ستسلب الأشخاص الأحرار من ذوي البشرة الملونة حقوقهم الأساسية. في الساعة 2:00 صباحًا، تبادل عضو الحزب الجمهوري المناهض للعبودية جالوشا غرو وعضو الحزب الديمقراطي المؤيد للعبودية لورانس إم. كيت الإهانات ثم دخلوا في مشاجرة باليد. انضم حوالي 30 عضوًا آخر إلى المشاجرة. قام الجمهوريان المناهضان للعبودية كادوالادر واشبورن وجون إف. بوتر بتمزيق شعر مستعار من رأس الديمقراطي ويليام باركسديل، وهو مالك عبيد أصبح لاحقًا جنرالًا في الكونفدرالية. أمر رئيس مجلس النواب جيمس لورانس أور الشرطي بالقبض على أي أعضاء يستمرون في القتال، وهدأت المشاجرة. بعد يومين، تم رفض دستور ليكومبتون.

### 13 فبراير 1861

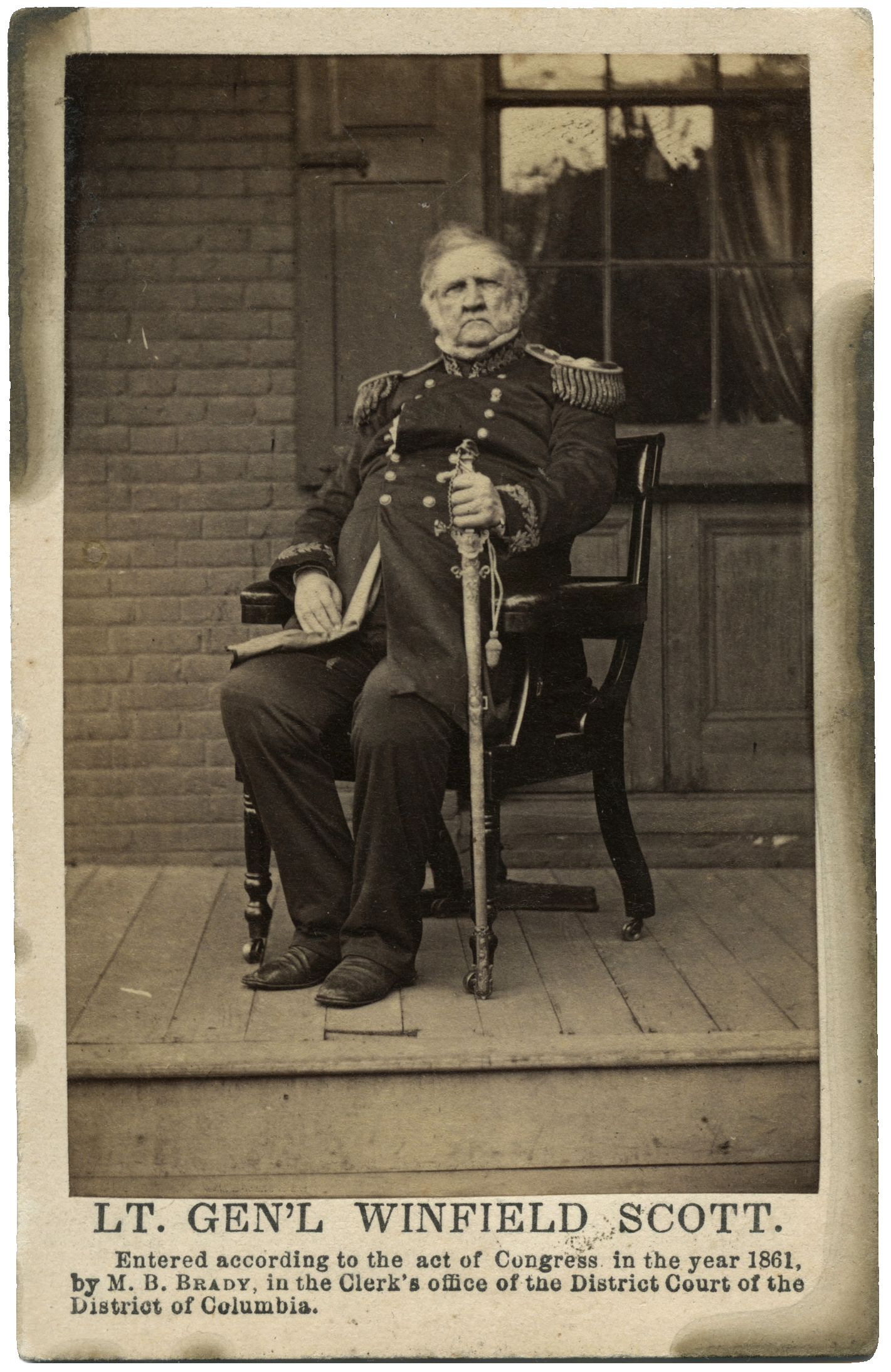
الجنرال سكوت عام 1861

حاولت مجموعة من الغوغاء اقتحام مبنى الكابيتول لتعطيل عملية عد الأصوات الانتخابية بعد الانتخابات الرئاسية الأمريكية 1860. منعت أمن الكابيتول دخولهم لأنهم لم يكونوا يحملون أوراق اعتماد مناسبة. بدلاً من ذلك، وقف الغوغاء خارج المبنى يصرخون بإهانات موجهة إلى الجنرال وينفيلد سكوت الذي كان يرأس قوة أمن الكابيتول. تضمنت إهانات الغوغاء عبارات مثل "قواد الولاية الحرة!" و"العجوز الغبي!" و"خائن لولاية مولده!" (ولد سكوت في فرجينيا). وصفت الروايات المعاصرة الحشد بأنه "مرجل من المواد القابلة للاشتعال" يهدف إلى "الثورة".

### 11–12 يوليو 1864
خلال الحرب الأهلية الأمريكية، وبعد عام واحد وأسبوع واحد من خسارة الكونفدرالية في معركة جيتيسبيرغ، اقترب الجنرال الكونفدرالي جوبال إيرلي والفيلق الذي كان يقوده ضمن جيش شمال فرجينيا من الاستيلاء على مبنى الكابيتول بمسافة ستة أميال فقط. من موقعه في ماريلاند، كان الجنرال إيرلي يستطيع رؤية مبنى الكابيتول من بعيد. عقدت القوات الاتحادية اجتماعات طويلة لمعرفة كيفية الدفاع عن المدينة من قوات إيرلي. أرسل مساعد وزير الحرب تشارلز دانا برقية إلى الجنرال يوليسيس إس. جرانت: "الجنرال هاليك لن يصدر أوامر إلا إذا تلقاها؛ الرئيس لن يصدر أي أوامر، وحتى توجه أنت بشكل إيجابي وصريح ما يجب فعله، سيستمر كل شيء بالطريقة المأساوية والمميتة التي استمر بها خلال الأسبوع الماضي." وصل الرئيس لينكولن إلى فورت ستيفنس وتم إخباره بالاحتماء بعد أن تعرض لإطلاق النار. في اللواء الفيدرالي الرئيسي، أصيب كل قائد فوج، ومات المئات من الجانب الكونفدرالي. كتب الجنرال إيرلي لاحقًا: "كان عليّ، وبكل أسف، التخلي عن كل الآمال في الاستيلاء على واشنطن، بعد أن وصلت إلى مرأى قبة الكابيتول."

### 14 يونيو 1866

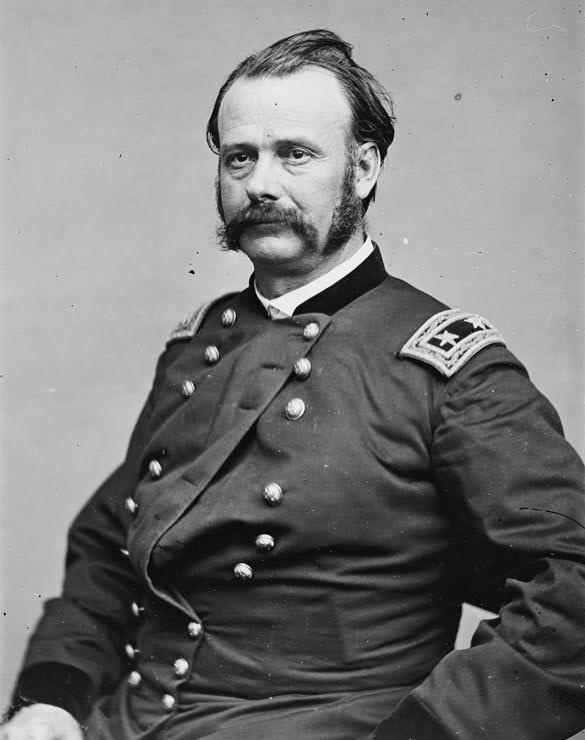
لوفيل روسو

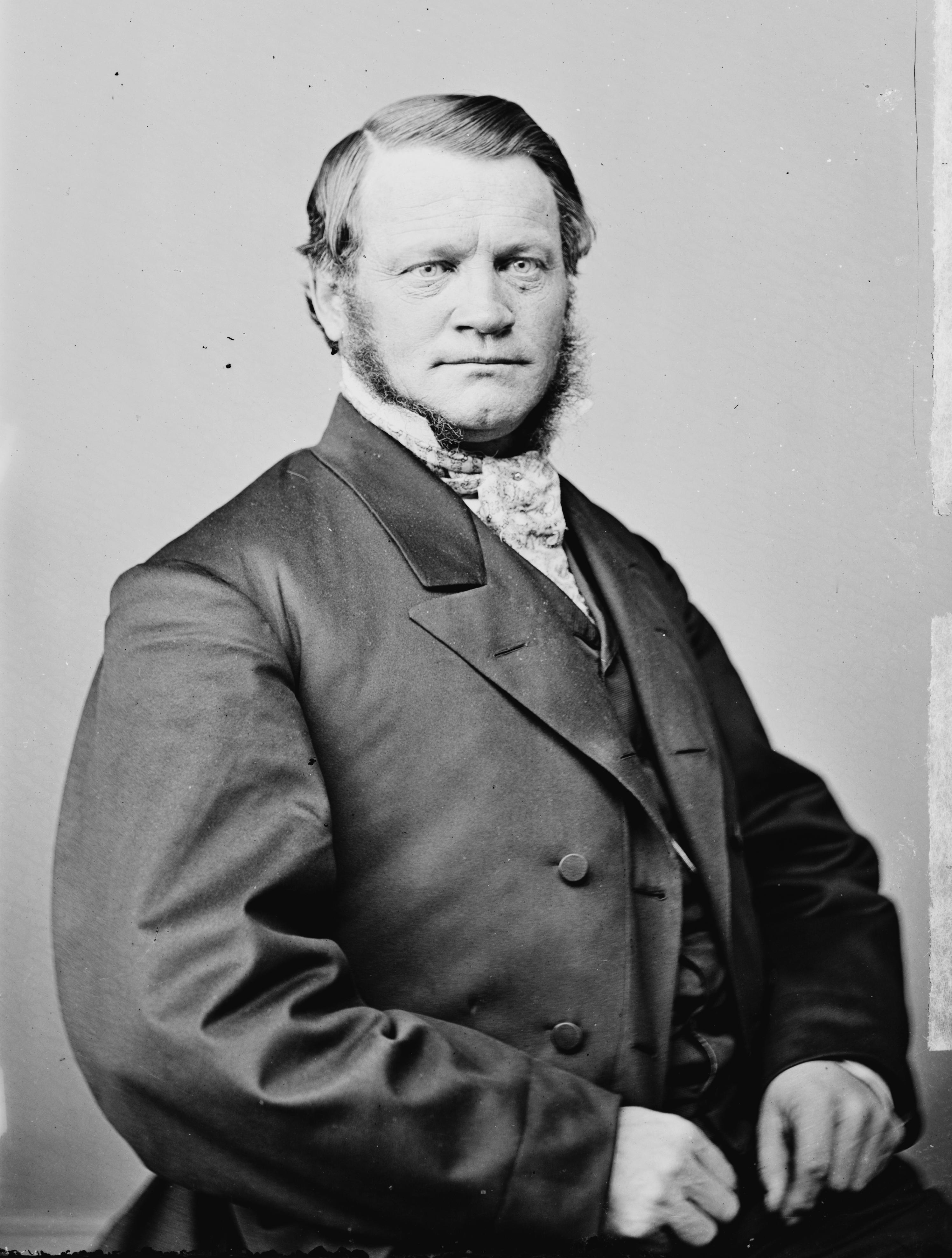
جوشيا بوشنيل غرينيل

بعد أسابيع من الصراع اللفظي المرير داخل وخارج قاعة مجلس النواب، قام لوفيل روسو من كنتاكي، وهو جنرال في جيش الاتحاد خلال الحرب الأهلية الأمريكية، بضرب جوشيا بوشنيل غرينيل من أيوا في رواق الجانب الشرقي لمجلس النواب في مبنى الكابيتول، حيث ضربه مرارًا بعصا ذات رأس فولاذي، بينما وقف أنصار روسو المسلحون بجانبه. أصيب غرينيل بكدمات لكنه لم يصب بإصابات خطيرة. تم توبيخ روسو من قبل مجلس النواب، واستقال احتجاجًا، وأعيد انتخابه.

### 28 فبراير 1890

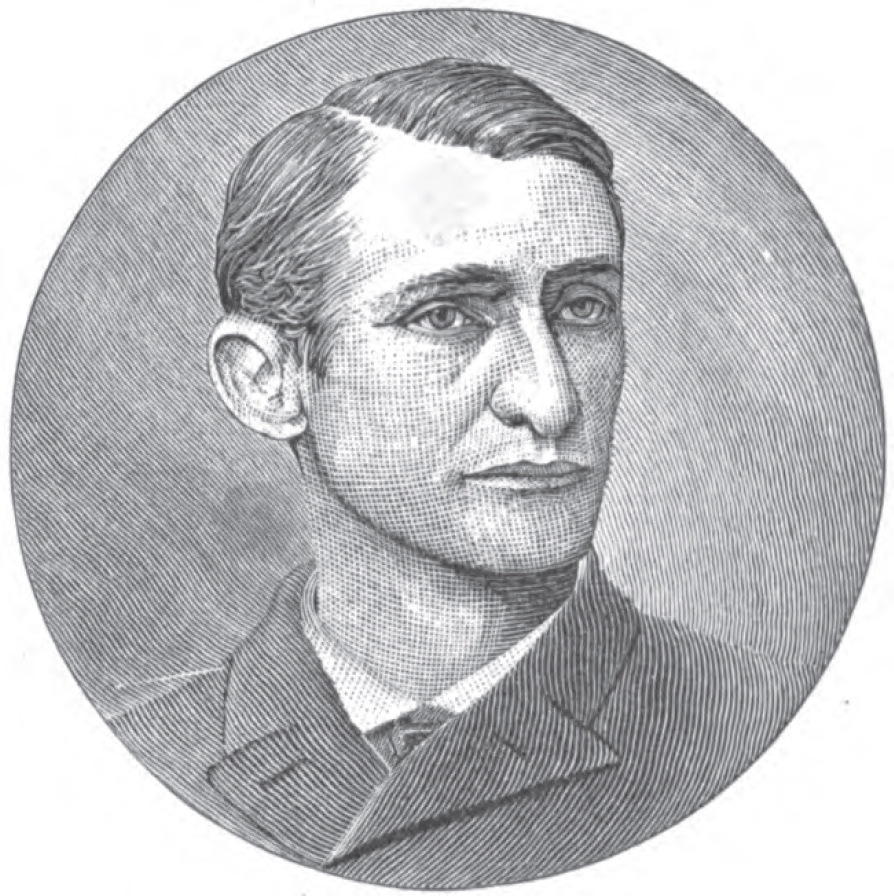
ويليام تولبي

كان تشارلز كينكايد صحفيًا يغطي أعمال الكونغرس وكتب قصصًا انتقادية عن عضو الكونغرس ويليام بي. تولبي في أواخر ثمانينيات القرن التاسع عشر، متهمًا إياه بالفساد المالي وعلاقة خارج إطار الزواج. قرر تولبي عدم الترشح لإعادة انتخابه، وأصبح لوبيًا بدلاً من ذلك. كان الرجلان يكرهان بعضهما البعض ويتبادلان الإهانات في مبنى الكابيتول. في 28 فبراير 1890، تشاجرا وأمسك تولبي بكينكايد الأصغر حجمًا ودفعه ضد الحائط. ذهب كينكايد إلى المنزل وأحضر مسدسًا. وجد تولبي على الدرج المؤدي من قاعة مجلس النواب إلى المطعم في الأسفل، وأطلق النار على وجهه. توفي تولبي بعد أحد عشر يومًا. تم اتهام كينكايد بالقتل، لكنه دافع عن نفسه بحجة الدفاع عن النفس وتمت تبرئته.

## القرن العشرين

### 2 يوليو 1915

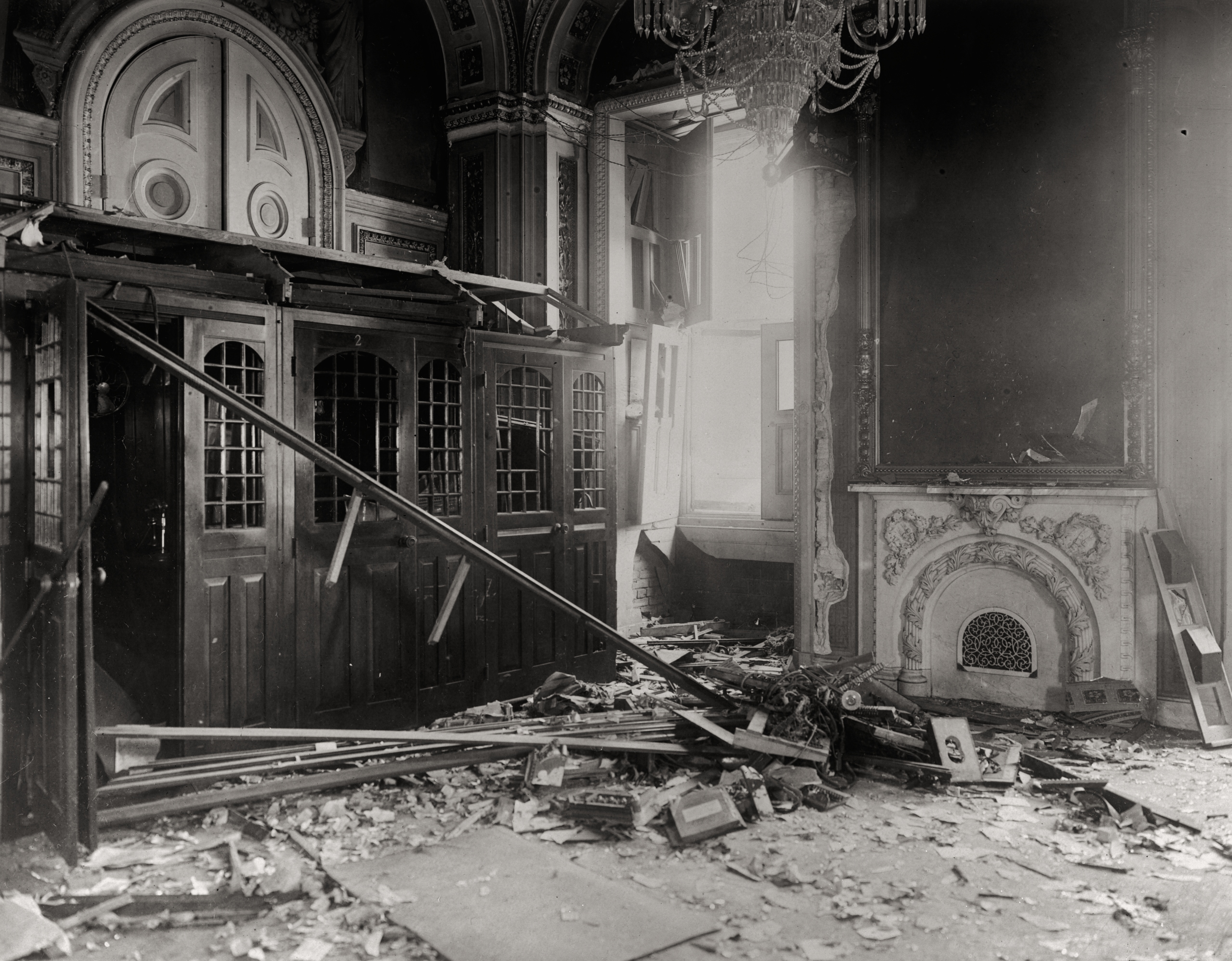
الأضرار في مجلس الشيوخ بعد التفجير

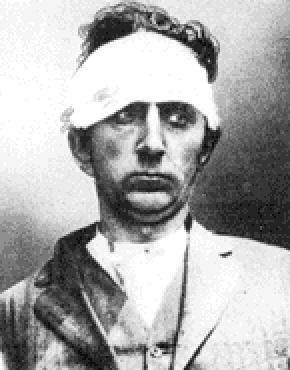
إريك مونتر بعد اعتقاله

كان إريك مونتر (أو مونتر) جاسوسًا ألمانيًا عمل كأكاديمي في الجامعات الأمريكية في أوائل القرن العشرين. في عام 1906، أثناء تدريسه اللغة الألمانية في جامعة هارفارد، قتل زوجته الحامل باستخدام الزرنيخ. هرب، وتبنى هوية جديدة باسم "فرانك هولت"، وبدأ العمل في جامعة كورنيل وتزوج مرة أخرى. على الرغم من ولائه الكامل للإمبراطورية الألمانية، قدم نفسه كناشط سلام محايد. في 2 يوليو 1915، ذهب إلى مبنى الكابيتول مع قنبلة مكونة من ثلاث عصي ديناميت وآلية توقيت. كان قد خطط لوضع قنبلته في قاعة مجلس الشيوخ لكنه وجدها مقفلة. بدلاً من ذلك، وضع القنبلة تحت لوحة مفاتيح هاتف في غرفة استقبال مجلس الشيوخ، حيث انفجرت في وقت متأخر من الليل مما تسبب في أضرار كبيرة ولكن دون وقوع إصابات. ثم سافر مونتر إلى نيويورك ووضع قنبلة صغيرة على متن السفينة إس إس مينههاها، وهي سفينة محيطية كانت تُستخدم كسفينة ذخيرة. انفجرت القنبلة بعد عدة أيام عندما كانت السفينة في البحر، لكنها تسببت في أضرار طفيفة. سافر مونتر على الفور إلى لونغ آيلاند وأجبر طريقه إلى القصر المملوك لجي. بي. مورغان جونيور في 3 يوليو وأطلق النار على الممول مرتين، على الرغم من أنه تعافى. تم إخضاع مونتر واعتقاله في منزل مورغان، وحاول الانتحار في 5 يوليو ونجح في قتل نفسه في 6 يوليو.

### 13 ديسمبر 1932
كان مارلين كيميريك موظفًا يبلغ من العمر 25 عامًا يعمل في متجر سيرز، روبوك وشركاه في ألينتاون، بنسلفانيا، وكان متميزًا في الرماية. في ديسمبر 1932، استقل قطارًا إلى واشنطن مع مسدس وذخيرة وعصي ديناميت. استأجر غرفة في فندق وقضى أربعة أيام في كتابة خطاب يصف فيه الحلول المقترحة لالكساد الكبير. في 13 ديسمبر، ذهب كيميريك إلى شرفة مجلس النواب، حيث قدم عضو الكونغرس لويس توماس ماكفادين قرارًا يدعو إلى عزل الرئيس هربرت هوفر، الذي هُزم في محاولته لإعادة انتخابه في الشهر السابق. كان مجلس النواب قد صوت للتو بأغلبية 361 مقابل 8 لإيقاف النظر في القرار، وسط تصفيق من الجمهوريين والديمقراطيين. ثم وقف كيميريك عند درابزين شرفة مجلس النواب، ملوحًا بمسدسه فوق رأسه، مطالبًا بالحديث لمدة 20 دقيقة. صرخ أحد الصغار بتحذير، وخرج معظم الأعضاء من قاعة المجلس. عملت العضو إديث نورس روجرز، التي كانت لديها خبرة في تقديم المشورة لقدامى المحاربين الذين عانوا من صدمة القصف في الحرب العالمية الأولى، على تهدئته. وقف ميلفن ماس، وهو محارب سابق في مشاة البحرية، مباشرة أسفل قاعة المجلس، مشجعًا إياه على إسقاط المسدس، وهو ما فعله، والتقطه ماس. ثم قام فيوريلو لا غوارديا باعتقال كيميريك بمساعدة ضابط شرطة خارج الخدمة. بعد شهر في السجن، تم الإفراج عنه بناءً على طلب أعضاء مجلس النواب. تزوج لاحقًا وأنجب سبعة أحفاد. توفي في عام 2000.

### 12 يوليو 1947

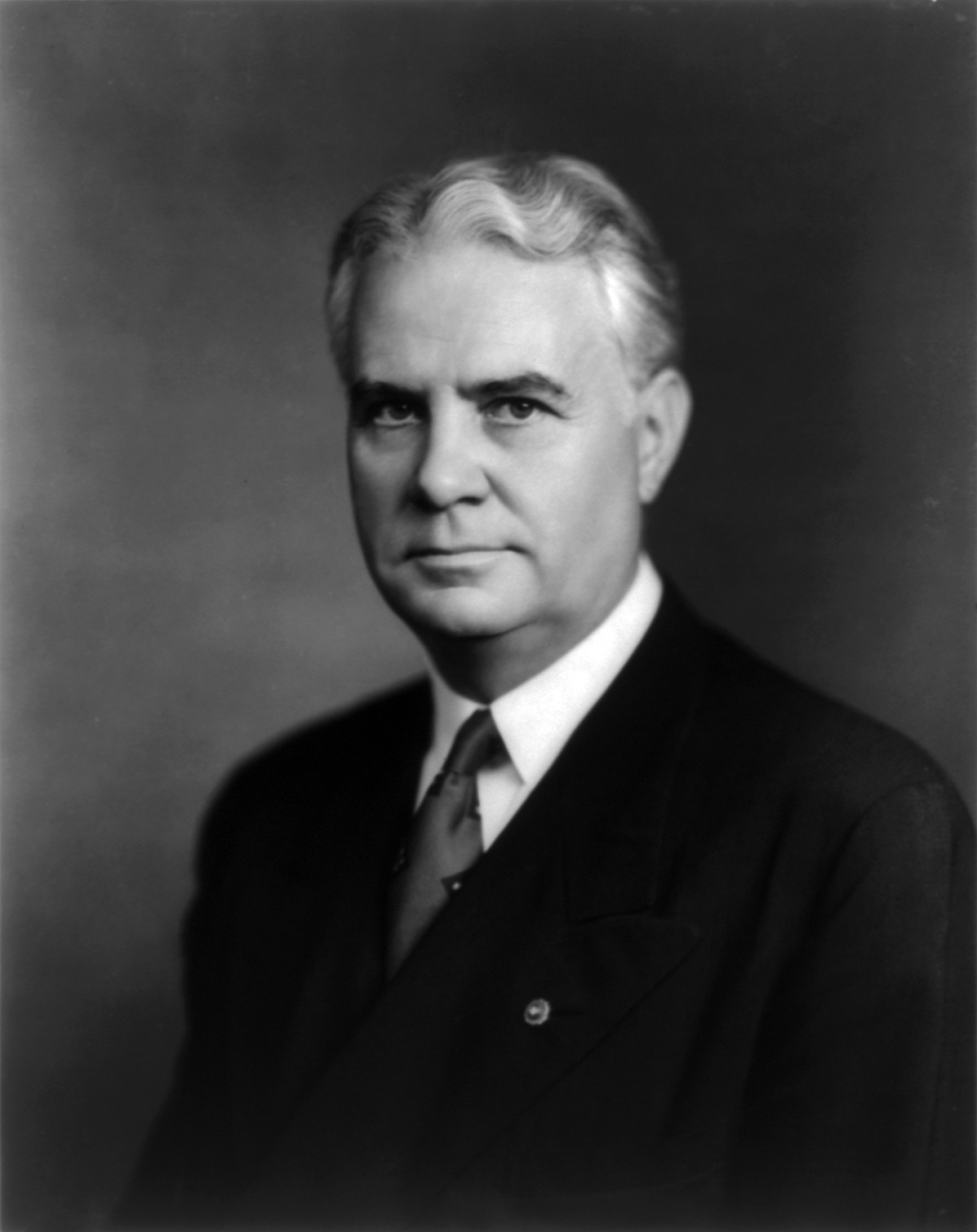
جون دبليو. بريكر

كان ويليام لويس كايزر رجلاً من أوهايو خسر أمواله في انهيار شركة ادخار وقروض في كولومبوس عام 1934. قدم شهادته في قضية قانونية، وكان جون دبليو. بريكر هو نائب عام أوهايو في ذلك الوقت. أصبح كايزر لاحقًا ضابط شرطة في الكابيتول، وبعد ذلك تم انتخاب بريكر لعضوية مجلس الشيوخ الأمريكي، وفقد كايزر وظيفته كوظيفة رعاية. واجه كايزر بريكر على الأقل مرة واحدة في مبنى الكابيتول، مصرًا على استعادة الأموال التي خسرها، وبدأ كايزر بالتجمع عند مدخل قاعة مجلس الشيوخ. في 12 يوليو 1947، تبع كايزر بريكر إلى محطة في نظام مترو أنفاق الكابيتول، وأخرج مسدسًا وأطلق رصاصتين على السناتور، كلاهما أخطأ الهدف. اختبأ بريكر خلف مقعد في عربة مترو أنفاق. تم اعتقال كايزر وإيداعه في مستشفى للأمراض العقلية.

### 1 مارس 1954

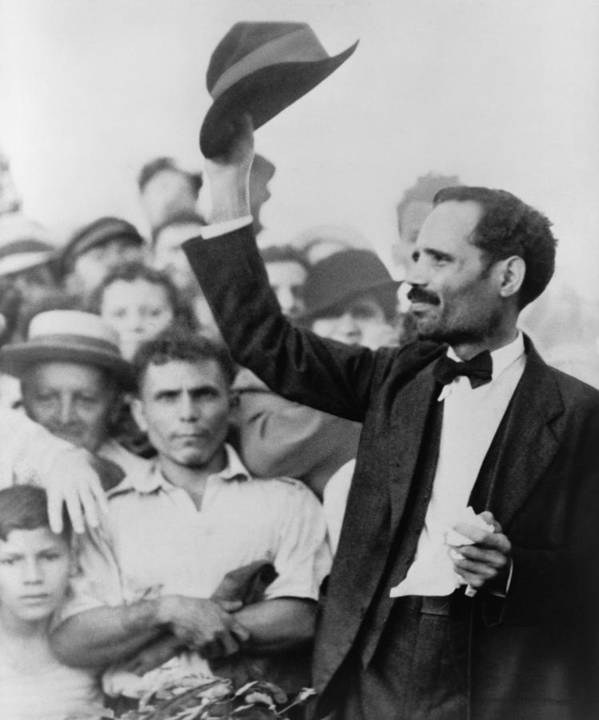
بيدرو ألبيسو كامبوس يخاطب الحشد في عام 1936

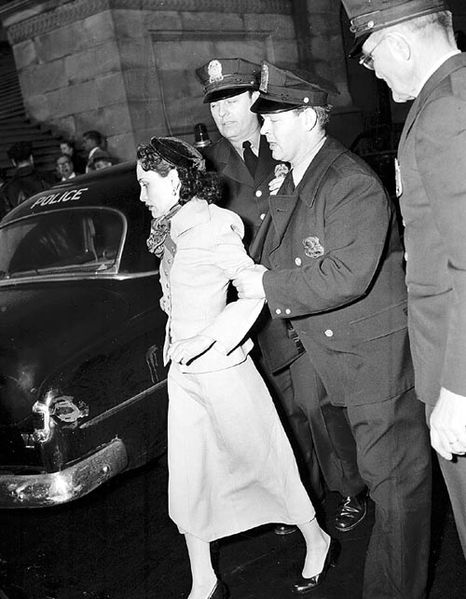
لوليتا لبرون بعد اعتقالها في عام 1954

في 30 أكتوبر 1950، تحت قيادة بيدرو ألبيسو كامبوس، أطلقت حزب الاستقلال البورتوريكي المؤيد للاستقلال سلسلة من الانتفاضات المسلحة في جميع أنحاء الجزيرة تم قمعها بسرعة. قُتل 28 شخصًا وأصيب 49 شخصًا. بعد يومين، حاول عضوان من الحزب اغتيال الرئيس هاري إس. ترومان في منزل بلير، مما أدى إلى مقتل شرطي وأحد المهاجمين. تم اعتقال مئات من القوميين.
تجمع القوميون مرة أخرى وأطلقوا هجومًا آخر في 1 مارس 1954. قامت لوليتا لبرون، ورافائيل كانسيل ميراندا، وأندريس فيغيروا كورديرو، وإيرفين فلوريس رودريغيز بالذهاب إلى الشرفة العامة لمجلس النواب ونشروا علم بورتوريكو، ثم بدأوا بإطلاق النار على أعضاء الكونغرس، الذين كانوا يناقشون مشروع قانون الهجرة. أصيب خمسة أعضاء، لكنهم تعافوا جميعًا. الضحايا كانوا ألفين إم. بنتلي، وكليفورد ديفيس، وبن إف. جنسن، وجورج هايد فالون، وكينيث إيه. روبرتس. أصيب بنتلي في الصدر بينما كانت الإصابات الأخرى أقل خطورة.
تم اعتقال المهاجمين، ومحاكمتهم وإدانتهم في المحكمة الفيدرالية، وحُكم عليهم بعقوبات سجن طويلة. تم الإفراج عن كورديرو في عام 1978، وفي عام 1979، قام الرئيس جيمي كارتر بتخفيف الأحكام الأخرى.

### 19 يونيو 1954
في 19 يونيو 1954، أطلق السناتور من وايومنغ ليستر سي. هنت النار على نفسه ببندقية صيد في ما يبدو أنه انتحار في مكتبه بمجلس الشيوخ.

### 1 مارس 1971
كانت منظمة الطقس تحت الأرض مجموعة خلفية لفصيل ويذرمان التابع لـطلاب من أجل مجتمع ديمقراطي. شاركت في حملة واسعة من التفجيرات في أوائل السبعينيات، معارضة للحرب في جنوب شرق آسيا.
في 1 مارس 1971، قام أعضاء منظمة الطقس تحت الأرض بزرع قنبلة في حمام للرجال في الطابق السابق لقاعة مجلس الشيوخ الأمريكي. استخدموا ساعة توقيت متصلة بفتيل للتحكم في وقت الانفجار وأصدروا تحذيرًا عبر الهاتف قبل نصف ساعة من تفجير القنبلة. دمر الانفجار الحمام، وحطم التركيبات الصحية. تمزقت أبواب صالون الحلاقة في مجلس الشيوخ من مفاصلها وتحطمت عبر نافذة وانتهى بها المطاف في فناء. تضررت تركيبات الإضاءة والجص والبلاط في الممر. تضررت نافذة زجاجية ملونة في غرفة الطعام بمجلس الشيوخ بشكل كبير.
أصدرت المجموعة بيانًا قالت فيه إنها هاجمت "مقر الغطرسة البيضاء الأمريكية" للاحتجاج على غزو لاوس الذي بدأ في 8 فبراير، على أمل "إثارة الرعب لدى محبي الحرب". لم يتم اعتقال أو إدانة أي شخص بتفجير هذا الحادث.

### 18 أكتوبر 1983
إسرائيل روبينويتس، وهو إسرائيلي يزور الولايات المتحدة، دخل مبنى الكابيتول في 18 أكتوبر 1983، وذهب إلى شرفة الزوار في مجلس النواب. لوحظ أنه يتلاعب بما يبدو أنه قنبلة. عندما اقترب منه أربعة ضباط بملابس مدنية، هدد بتفجير القنبلة قبل أن يتم إخضاعه. كانت الأداة التي أخفاها تحت ملابسه تتكون من زجاجتين بلاستيكيتين مملوءتين بسائل قابل للاشتعال، وبارود وشظايا مرتجلة، وكانت مثبتة على جهاز تفجير بسلك نحاسي. في المحكمة، قال محاميه إنه كان يخطط لإلقاء خطاب أمام الكونغرس حول الجوع في العالم.
اعترف روبينويتس لاحقًا بالذنب بتهمة مخففة وهي إزعاج الكونغرس وحُكم عليه بالسجن لمدة ستة أشهر تم تعليقها عندما وافق على ترحيله إلى إسرائيل وعدم العودة إلى الولايات المتحدة. تم الاستشهاد بهذه القضية كمثال على الاختلافات التمييزية في عقوبة العرب والإسرائيليين المتهمين بجرائم مماثلة في الولايات المتحدة.

### 7 نوفمبر 1983

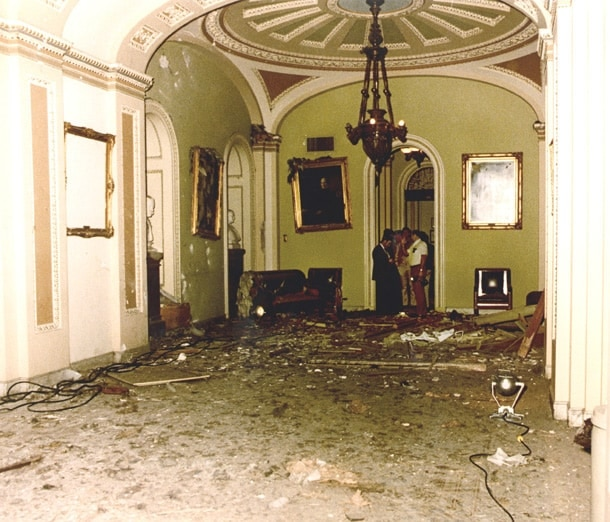
الأضرار الناجمة عن التفجير عام 1983

كانت منظمة 19 مايو الشيوعية مجموعة خلفية بقيادة نسائية لمنظمة الطقس تحت الأرض. كانت نشطة من 1978 إلى 1985، وشاركت في الإرهاب المحلي. كما ضمت المجموعة أعضاء من جيش التحرير الأسود. نفذت المنظمة عمليتي هروب من السجن، وعدة عمليات سطو مسلح، وقتل ثلاثة حراس سيارات مصفحة، وسبع تفجيرات على الأقل. في 6 نوفمبر 1983، قام عضوان من المجموعة بتجميع قنبلة في حمام في مبنى الكابيتول لم تنفجر. في اليوم التالي، عادوا وجمعوا قنبلة ثانية، انفجرت، مما تسبب في أضرار جسيمة ولكن دون وقوع إصابات.
بعد تحقيق استمر أربع سنوات ونصف، تم توجيه الاتهام إلى سبعة أشخاص بتفجير مبنى الكابيتول وسبع تفجيرات أخرى في 12 مايو 1988، وفي 6 ديسمبر 1990، حُكم على لورا وايت هورن وليندا إيفانز بعقوبات سجن طويلة بتهمة التآمر والتدمير الخبيث للممتلكات الحكومية. تم الإفراج عن وايت هورن بعد قضاء 14 عامًا في السجن. تم الإفراج عن إيفانز بعد 16 عامًا عندما قام الرئيس بيل كلينتون بتخفيف عقوبتها.

### 24 يوليو 1998
كان راسل يوجين ويستون جونيور رجلاً يعاني من تاريخ من الفصام الزوراني شمل احتجازه قسرًا في مستشفى في مونتانا لمدة 53 يومًا. كان يعتقد أن لديه القدرة على منع الولايات المتحدة من التدمير بسبب مرض قاتل أسماه "هيفا السوداء" وأسراب من آكلي لحوم البشر. كان يعتقد أن الرئيس بيل كلينتون هو نسخة روسية، وأن هناك آلة زمن تسمى القمر الصناعي الياقوتي مخزنة في خزانة في مجلس الشيوخ ستساعده في مهمته. في 24 يوليو 1998، ذهب ويستون إلى مبنى الكابيتول وأثار جهاز الكشف عن المعادن عند المدخل. عندما استجوبه ضابط شرطة الكابيتول جاكوب تشيستنات، قتل الضابط بإطلاق النار على رأسه. أطلق الضابط دوغلاس ماكميلان النار على ويستون، الذي أصاب ماكميلان بجروح. أصيب سائح أيضًا. ثم ركض ويستون إلى مكتب يستخدمه عضو الكونغرس توم ديلاي، وأطلق النار على محقق شرطة الكابيتول جون جيبسون، الذي كان مكلفًا بحماية ديلاي، مما أدى إلى مقتله. قبل وفاته، أطلق جيبسون النار على ويستون أربع مرات، وتم إخضاع ويستون واعتقاله من قبل ضابطي شرطة آخرين. بعد تقييم نفسي أمرت به المحكمة، قرر قاضٍ فيدرالي أن ويستون غير مؤهل للمثول أمام المحكمة، واعتبارًا من عام 2021، لا يزال ويستون محتجزًا في مستشفى للأمراض العقلية.

## القرن الحادي والعشرين

### 11 سبتمبر 2001
في 11 سبتمبر 2001، اختطف أعضاء من الجماعة الإرهابية الإسلامية القاعدة وسيطروا على قمرات قيادة أربع طائرات في الولايات المتحدة. اصطدمت طائرتان من هذه الطائرات ببرجي مركز التجارة العالمي في نيويورك، مما أدى إلى تدمير المجمع بالكامل. اصطدمت طائرة ثالثة بـالبنتاغون، مما تسبب في أضرار جسيمة. كانت الطائرة الرابعة، رحلة الخطوط الجوية المتحدة 93، قد أقلعت من نيوارك، نيوجيرسي، متجهة إلى سان فرانسيسكو وعلى متنها 44 شخصًا. بعد حوالي 46 دقيقة، بينما كانت الطائرة فوق أوهايو، سيطر أربعة مختطفين على الطائرة. قام المختطف زياد جراح، الذي كان مدربًا كطيار، بعكس مسار الطائرة من الغرب إلى الجنوب الشرقي، نحو واشنطن.
من خلال الاتصالات الهاتفية الخلوية، أصبح الركاب على علم بهجومين سابقين على الأقل، وقاتلوا للسيطرة على الطائرة من المختطفين. تحطمت الطائرة في شانكسفيل، بنسلفانيا، على بعد 125 ميل (201 كـم) من واشنطن، مما أسفر عن مقتل جميع الركاب الـ44 على متنها. ادعى خالد شيخ محمد ورمزي بن الشيبة، الذين خططا للهجمات وتم اعتقالهما لاحقًا، أن الهدف المقصود لرحلة 93 كان مبنى الكابيتول الأمريكي. خلصت أيضًا تقرير لجنة 11/9 إلى أن الطائرة كانت على الأرجح متجهة إلى مبنى الكابيتول.

### 18 سبتمبر 2001 – 12 أكتوبر 2001
بعد أسبوع من هجمات 11 سبتمبر، بدأت رسائل تحتوي على جراثيم الجمرة الخبيثة (anthrax spores) السامة تُرسل بالبريد، حيث استهدفت في البداية خمس منظمات إعلامية. تم اكتشاف الهجمات لأول مرة في مقر أمريكا ميديا في بوكا راتون، فلوريدا، والتي كانت تملك في ذلك الوقت صحيفة National Enquirer، وهي من الصحف الشعبية التي تُباع في المتاجر الكبرى. كما أُرسلت رسائل إلى مكاتب توم بروكاو، مذيع أخبار في إن بي سي نيوز في نيويورك، وكذلك إلى ABC News، سي بي إس نيوز، وصحيفة نيويورك بوست. كانت جراثيم الجمرة الخبيثة في الرسائل الأولى بدائية نسبيًا، وُصفت بأنها بنية اللون وحبيبية. بعد أسابيع، أُرسلت رسائل تحتوي على صيغة أكثر نقاءً وخطورة من الجمرة الخبيثة إلى السيناتور توم داشل، الذي كان آنذاك زعيم الأغلبية في مجلس الشيوخ، والسيناتور باتريك ليهي. أثناء مرور هذه الرسائل عبر نظام البريد، انتشرت جزيئات الجمرة الخبيثة على نطاق واسع في العديد من المواقع، مما أدى إلى تلوث رسائل أخرى. كان أسوأ تلوث في مبنى الكابيتول في مبنى هارت لمكاتب مجلس الشيوخ. في المجمل، توفي خمسة أشخاص، وأصيب 22 آخرون بأشكال مختلفة من مرض الجمرة الخبيثة. من بين الضحايا، كان اثنان من موظفي أمريكا ميديا، واثنان من عمال البريد، وواحد كان موظفًا في مستشفى بنيويورك يعمل بالقرب من غرفة البريد.
أنفقت وكالة حماية البيئة (Environmental Protection Agency) 27 مليون دولار لتطهير مرافق الكابيتول، واستغرقت عملية التطهير في مبنى هارت لمكاتب مجلس الشيوخ ثلاثة أشهر. أما عملية تطهير مركز برينتوود لمعالجة البريد في واشنطن، فقد استمرت أكثر من عامين بتكلفة بلغت 130 مليون دولار. في عام 2010، أغلقت مكتب التحقيقات الفيدرالي (FBI)، ووزارة العدل الأمريكية، وخدمة التفتيش البريدي الأمريكي (U.S. Postal Inspection Service) تحقيقاتهم، واستنتجوا أن بروس إيفينز، عالم حكومي، كان المسؤول عن هجمات الجمرة الخبيثة. وكان إيفينز قد انتحر في عام 2008. إلا أن السيناتور ليهي، بالإضافة إلى مسؤولين وخبراء آخرين، اختلفوا مع الاستنتاج الذي ينسب المسؤولية الكاملة لإيفينز.

### 3 أكتوبر 2013
كانت ميريام كاري، البالغة من العمر 34 عامًا، فنيّة صحة أسنان من ستامفورد، كونيتيكت. أفادت عائلتها بأنها، بعد ولادتها في عام 2012، عانت من اكتئاب ما بعد الولادة مصحوبًا بذهان، مما أدى إلى دخولها المستشفى. كانت تعتقد أنها "نبية ستامفورد" وأصرت على أن الرئيس باراك أوباما كان يراقب منزلها إلكترونيًا. وقد أبلغ صديقها عن مخاوفه بشأن صحتها العقلية وأوهامها إلى إدارة شرطة ستامفورد.
في 3 أكتوبر 2013، كان من المفترض أن تأخذ ابنتها البالغة من العمر 18 شهرًا إلى موعد طبي في كونيتيكت. بدلاً من ذلك، قادت سيارتها مع ابنتها إلى واشنطن. في الساعة 2:13 مساءً، اقتحمت نقطة تفتيش مقيدة في البيت الأبيض، مما أدى إلى إصابة أحد عملاء الخدمة السرية وإصطدامها بحاجز دراجات. تمكنت من الإفلات من الاعتقال وأصابت ضابطًا آخر سقط على غطاء سيارتها ثم تدحرج. بعد ذلك، قادت سيارتها بسرعة عالية عبر العديد من الشوارع في جادة بنسلفانيا، متجاهلة إشارات المرور الحمراء. عند الدائرة المحيطة بنصب جيمس أ. غارفايلد التذكاري، المجاور لمبنى الكابيتول، حاول سائقو ستة مركبات تابعة لإنفاذ القانون محاصرتها، لكنها تراجعت بسيارتها، مما أدى إلى إصابة أحد عملاء الخدمة السرية ومركبته، ثم هربت. وصلت إلى نقطة اعتراض شاحنات شرطة الكابيتول الأمريكية المقيدة أمام مبنى هارت لمكاتب مجلس الشيوخ، حيث استدارت بشكل حاد إلى اليسار وأصطدمت بسيارة شرطة. ثم قادت سيارتها إلى الخلف مباشرة نحو ضابط شرطة الكابيتول. عندها أطلق الضابط وعامل الخدمة السرية النار، مما أدى إلى مقتل كاري. كانت لديها خمس جروح ناجمة عن طلقات نارية في رقبتها وجذعها. بعد ذلك، اكتشفوا ابنتها غير المصابة في السيارة.

### 15 أبريل 2015

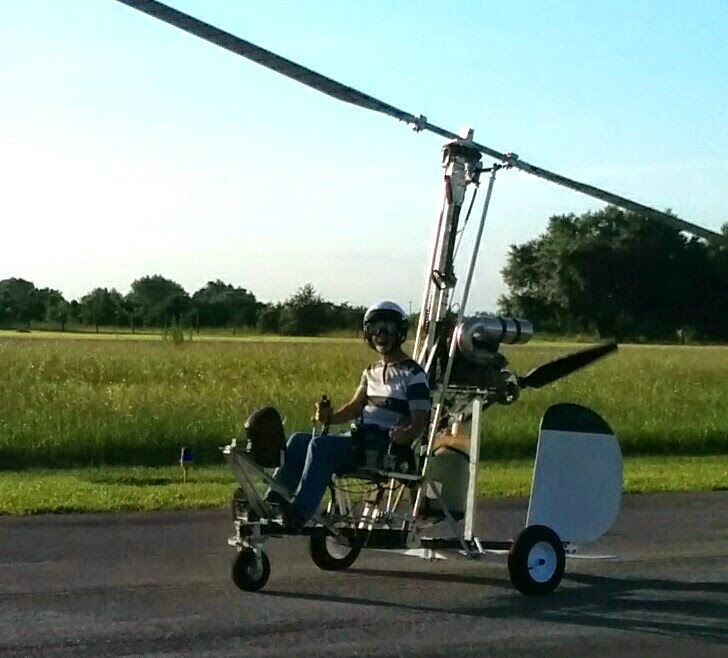
دوغ هيوز في طائرته المروحية الدوارة (gyrocopter) عام 2014

كان دوغ هيوز عامل بريد من روسكين، فلوريدا، وأصبح مهووسًا بدعوته لإصلاح تمويل الحملات الانتخابية في الولايات المتحدة. طور خطة لجذب الانتباه إلى هذه القضية من خلال كتابة رسائل إلى كل عضو في الكونغرس، ثم تسليم تلك الرسائل شخصيًا عن طريق قيادة طائرة مروحية دوارة (gyrocopter) إلى مبنى الكابيتول. قضى عامين في التخطيط وأعلن عن نواياه على وسائل التواصل الاجتماعي، وتم استجوابه من قبل الخدمة السرية الأمريكية مرتين على الأقل. في 15 أبريل 2015، أقلع من مطار جيتيسبيرغ الإقليمي. كان يرتدي سترة خدمة البريد وكان قد رسم شعار خدمة البريد على ذيل طائرته. كان يحمل 535 رسالة في صواني مثبتة على معدات هبوط الطائرة. ثم طار نحو واشنطن، حيث عبر نهر بوتوماك ودخل المجال الجوي المقيد الذي يشمل البيت الأبيض ومبنى الكابيتول. طار على طول المول الوطني وهبط على العشب الغربي لمبنى الكابيتول، حيث تم اعتقاله على الفور، وفحصت فرقة المتفجرات طائرته.
قال أحد المدعين العامين إنه كان من الممكن أن يصطدم بإحدى الطائرات التجارية ويتسبب في تدميرها. وقد أقرّ دوغ هيوز بالذنب في تهمة جنائية تتعلق بالطيران دون ترخيص، وقضى ثلاثة أشهر في السجن و13 شهرًا وهو يرتدي جهاز مراقبة إلكتروني في الكاحل. كما فقد وظيفته. وبعد عامين، أعادت الحكومة الرسائل إليه، وقام بإرسالها من مكتب البريد نفسه في فلوريدا حيث كان يعمل سابقًا.

### 28 مارس 2016
كان لاري راسل دوسون رجلاً في أواخر الستينيات من عمره، وكان قد تورط في ثلاث حوادث أمنية سابقة في مبنى الكابيتول الأمريكي. في عام 2015، حاول إدخال لافتة احتجاج غير قانونية إلى مبنى الكابيتول، وتم اعتقاله لاحقًا في نفس العام بسبب "صراخه بآيات من الإنجيل من شرفة مجلس النواب وهروبه من ضابط". قال دوسون إن الله أعلنه نبيًا وأمره بالدعوة إلى زيادة الحد الأدنى للأجور. في 28 مارس 2016، شوهد دوسون وهو يحمل مسدسًا عند نقطة تفتيش في مركز زوار الكابيتول الأمريكي، فأطلق ضابط شرطة الكابيتول النار عليه مرتين. كما أصيب أحد المارة. وتبين لاحقًا أن سلاح دوسون كان مسدس ضغط هوائي (BB gun). أصيب في الصدر والفخذ، وتم نقله إلى المستشفى لعدة أسابيع. كان دوسون يعاني من تاريخ مرضي مع الأمراض العقلية، والتي تم علاجها أثناء سجنه. أقر بالذنب واعتذر للمحكمة، وفي مارس 2017، حُكم عليه بالسجن لمدة 11 شهرًا بسبب حادثة إطلاق النار، بالإضافة إلى ثلاثة أشهر إضافية بسبب عدم حضوره للمحكمة بعد اعتقاله في عام 2015.

### 6 يناير 2021

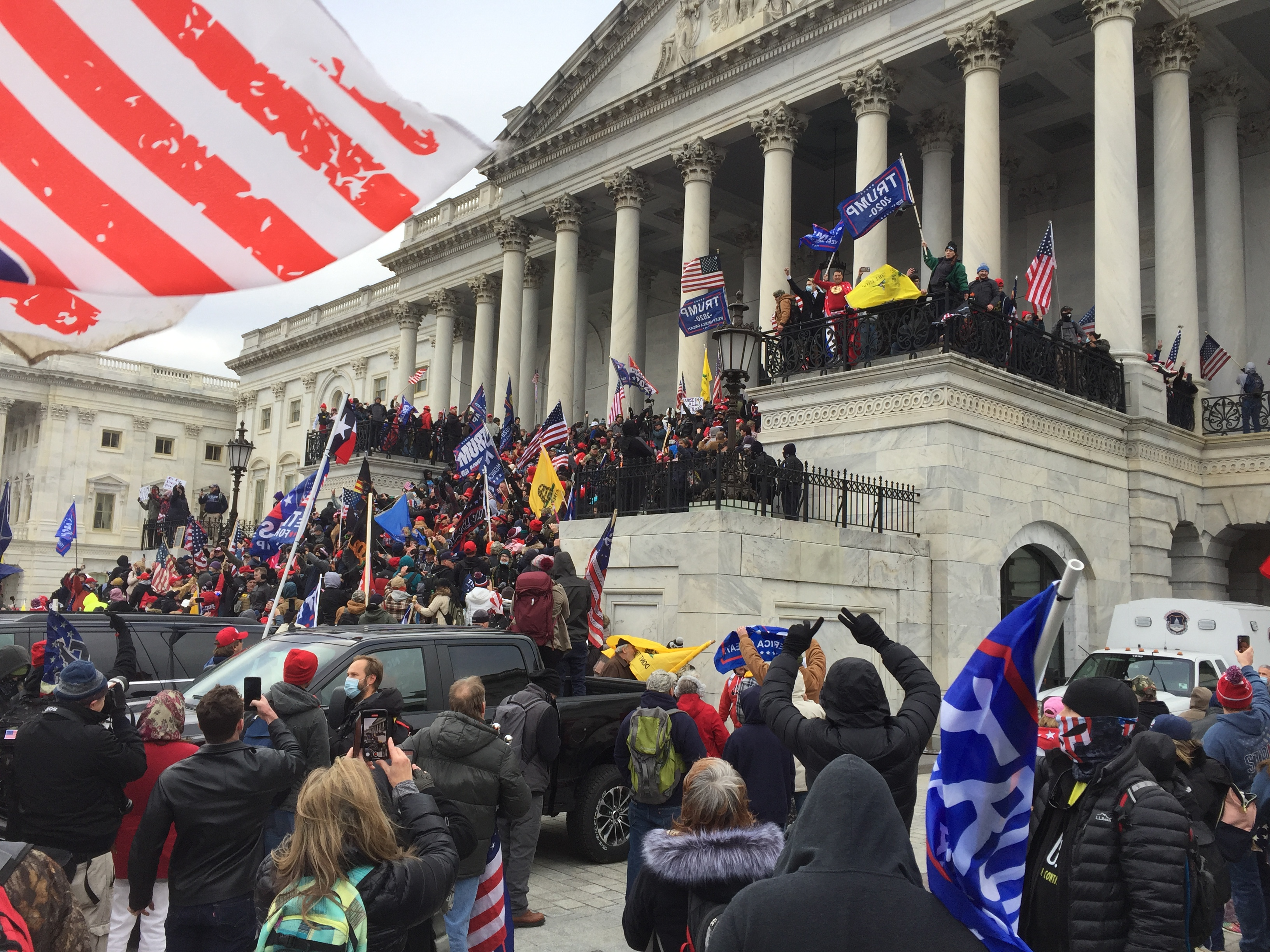
المحتجون عند مبنى الكابيتول بعد اختراق خطوط الشرطة

عندما هُزم الرئيس دونالد ترامب في انتخابات الرئاسة الأمريكية 2020، رفض الاعتراف بالهزيمة لكنه قال إنه سيغادر البيت الأبيض. زعم أن النتائج كانت مزورة، ورفع العديد من الدعاوى القضائية غير الناجحة في الولايات المتأرجحة، وناشد مسؤولي الانتخابات على مستوى الولاية والمحلية لمساعدته في المطالبة بالفوز. باءت كل هذه الجهود بالفشل. ثم ركز ترامب على العد الانتخابي للهيئة الانتخابية المقرر في 6 يناير. لأسابيع، شجع أنصاره على القدوم إلى واشنطن والتجمع لدعم حملة "أوقفوا السرقة" في ذلك التاريخ. أثناء وبعد تجمع ترامب، اخترق آلاف من أنصاره خطوط الشرطة، واشتبكوا بعنف مع ضباط الشرطة، وحوالي 800 منهم اقتحموا مبنى الكابيتول. احتل المحتجون قاعات مجلسي الكونغرس لفترة وجيزة، واقتحموا عدة مكاتب تابعة لأعضاء الكونغرس. تم توجيه تهديدات بالقتل علنًا ضد نائب الرئيس مايك بنس ورئيسة مجلس النواب نانسي بيلوسي. استمرت أعمال الشغب لأكثر من ثلاث ساعات.
تم اعتقال العديد من المشاركين في هجوم 6 يناير في الأيام والأشهر التي تلت الحادثة، مما جعلها واحدة من أكبر التحقيقات الجنائية في تاريخ الولايات المتحدة. وفقًا لتقرير نشرته صحيفة نيويورك تايمز في مايو 2023، "بينما وصف العديد من الأشخاص أحداث 6 يناير بأنها 'تمرد'، إلا أن وزارة العدل لم توجه تهمة التمرد لأي من المشاركين". وصنفت مكتب التحقيقات الفيدرالي (FBI) الهجوم على أنه إرهاب محلي. كان بعض المشاركين في الهجوم أعضاء في مجموعات متطرفة أو أيدوا آراءً متطرفة، بما في ذلك براود بويز، أوث كيبرز، وثري بيرسينترز. قال المدعي العام الأمريكي في مقاطعة كولومبيا: "إن التحقيق والملاحقة القضائية في هجوم الكابيتول ستكون على الأرجح واحدة من أكبر القضايا في التاريخ الأمريكي، سواء من حيث عدد المتهمين أو طبيعة وحجم الأدلة".
تمت توجيه تهم جناية فيدرالية لنحو 1,143 متهماً لدورهم في هجوم 6 يناير. وتم اتهام العديد منهم بجرائم عنف ضد الشرطة وبالتآمر الجنائي. بينما تم اتهام آخرين بجرائم السرقة، أو عرقلة إجراء رسمي، أو الدخول غير القانوني إلى المبنى. اعتبارًا من سبتمبر 2023، أقرّ ما لا يقل عن 660 متهماً بالذنب في واحدة أو أكثر من التهم. وخضع 140 متهماً للمحاكمة (إما أمام هيئة محلفين أو قاضٍ منفرد): من بينهم، أدين 97 متهماً بجميع التهم، وحصل 41 متهماً على أحكام مختلطة (أي الإدانة في تهمة واحدة على الأقل ولكن ليس جميع التهم)، وتمت تبرئة اثنين من جميع التهم.
اعتبارًا من 8 سبتمبر 2023، تم إصدار أحكام بحق ما لا يقل عن 632 مشاركًا في أحداث 6 يناير، حيث حصل 64% منهم على أحكام بالسجن. وكان متوسط مدة الحكم بالسجن للمشاركين الذين حصلوا على عقوبات سجنية 120 يومًا. وكانت التهمة الأكثر خطورة التي تم توجيهها في قضايا 6 يناير هي التآمر على الفتنة؛ ومن بين المدانين بهذه التهمة قادة أوث كيبرز إلمر ستيوارت رودس وكيلي ميجز، وستة من أتباعهم؛ بالإضافة إلى قائد براود بويز إنريكي تاريو وأتباعه جوزيف راندال بيغز، إيثان نورديان، جيريمي بيرتينو، وزاك ريل. وكانت أطول الأحكام الصادرة بحق المشاركين في أحداث 6 يناير هي: تاريو (22 عامًا)، رودس (18 عامًا)، بيغز (17 عامًا)، ريل (15 عامًا)، بيتر شوارتز (14 عامًا)، ميجز (12 عامًا)، دانيال "دي.جي." رودريغيز (12 عامًا)، توماس ويبستر (10 أعوام)، ودومينيك بيزولا (10 أعوام). وشملت الأحكام الأخرى جيسيكا واتكينز (8.5 أعوام)، باتريك ماكوجي (7.5 أعوام)، كايل يونغ (أكثر من 7 أعوام)، ألبوكيرك كوسبر هيد (7.5 أعوام)، غاي ريفيت (أكثر من 7 أعوام)، توماس روبرتسون (أكثر من 7 أعوام)، جوليان خاطر (أكثر من 6 أعوام)، روبرت بالمر (أكثر من 5 أعوام)، وريتشارد "بيغو" بارنيت (4.5 أعوام). وكانت أطول الأحكام قد صدرت بحق أولئك الذين خططوا للتمرد أو ارتكبوا أشد الهجمات عنفًا ضد الشرطة. بينما حُكم على جاكوب تشانسلي (المعروف بـ"شامان كيون" الذي اقتحم قاعة مجلس الشيوخ) بالسجن لمدة 3.5 أعوام.

### 2 أبريل 2021
كان نوح غرين رجلاً يبلغ من العمر 25 عامًا من ولاية إنديانا، وكان يعاني من أوهام وبارانويا وأفكار انتحارية، وأصبح تابعًا لأمة الإسلام. في ظهيرة يوم 2 أبريل 2021، قام غرين بهجوم بمركبة على اثنين من ضباط شرطة الكابيتول بالقرب من نقطة تفتيش على جادة الدستور في المحيط الأمني للدخول الشمالي إلى الكابيتول، وهي منطقة محصنة بشدة، مما أدى إلى مقتل الضابط ويليام إف. إيفانز وإصابة آخر. استجابت شرطة الكابيتول، وشرطة مقاطعة كولومبيا، ومكتب التحقيقات الفيدرالي في واشنطن، وفريق الاستجابة السريع للحرس الوطني للموقع. بعد اصطدام السيارة بالضباط، خرج غرين من المركبة ولوح بسكين تجاه الضباط، وتم إطلاق النار عليه من قبل الشرطة مما أدى إلى وفاته.
وقع الهجوم بعد حوالي ثلاثة أشهر من اقتحام الكابيتول في 6 يناير، وبعد أسبوعين من إزالة السلطات سياجًا خارجيًا كان يحيط بالكابيتول وإعادة فتح جادة الاستقلال وجادة الدستور أمام حركة المرور. بينما بقي سياج حول المحيط الداخلي للكابيتول.

### 19 أغسطس 2021
في صباح يوم 19 أغسطس 2021، قام فلويد راي روزبيري من غروفر، كارولاينا الشمالية بقيادة شاحنة صغيرة على الرصيف أمام مبنى توماس جيفرسون التابع لمكتبة الكونغرس. أخبر روزبيري ضباط شرطة الكابيتول الأمريكية الذين وصلوا للتحقيق في المكان أنه يمتلك قنبلة، ورأت الشرطة ما بدا أنه جهاز تفجير في يده. تم إخلاء مبانٍ قريبة مثل مباني المكاتب التابعة للكونغرس ومبنى المحكمة العليا الأمريكية. وأطلق تصريحات ضد الحكومة ونشر فيديو طويلًا على فيسبوك لايف، زعم فيه أنه يحمل بارودًا، نترات الأمونيوم، وتانيرايت في سيارته؛ وطالب بالتحدث إلى الرئيس جو بايدن؛ ودعا بايدن إلى الاستقالة؛ وقال "أنا مستعد للموت من أجل القضية"؛ ووصف نفسه بأنه "وطني"؛ وقال إن "الثورة تبدأ اليوم"؛ وأعرب عن استيائه من الديمقراطيين. بعد ساعات من المفاوضات، استسلم روزبيري للشرطة.
في فيديو نُشر على فيسبوك قبل يومين من الحادثة، قام روزبيري بالترويج لنظريات مؤامرة يمينية متطرفة تفيد بأن الديمقراطيين سيتم اعتقالهم، وأن الرئيس السابق دونالد ترامب سيعود إلى السلطة. وقبل يوم من الحادثة، حذر أحد أقارب روزبيري السلطات من أن الرجل قد يحاول القيام بعنف في واشنطن العاصمة أو ماريلاند.
تمت إحالة روزبيري إلى هيئة محلفين كبرى فيدرالية بتهمتين. وكان لديه تاريخ من الأمراض العقلية، بما في ذلك اضطراب ثنائي القطب، ولكن تم تحديد أنه كفء للمثول أمام المحكمة بعد تقييم الكفاءة القانونية. ووافق القاضي على استنتاجات طبيب نفسي سلوكي فحص روزبيري ووجد أنه يتناول أدوية يمكن أن تساهم في حدوث نوبة هوسية أو ذهانية. وفي يناير 2023، أقر روزبيري بالذنب في تهمة التهديد باستخدام المتفجرات؛ وهو ينتظر النطق بالحكم.

### 14 أغسطس 2022
في الصباح الباكر من يوم 14 أغسطس 2022، اصطدم ريتشارد أ. يورك الثالث من أوشن فيو، ديلاوير، والذي تربطه صلات ببنسلفانيا، بسيارته بحاجز أمني قرب مبنى الكابيتول. اشتعلت النيران في السيارة بينما كان يخرج منها. ثم أطلق عدة طلقات في الهواء قبل أن يطلق النار على نفسه بشكل مميت بينما كان ضباط الشرطة يقتربون منه. كان يورك يتمتع بسجل جنائي يشمل السرقة والسطو والاعتداء.